# Padura (Urcabustaiz)
Padura es un despoblado que actualmente forma parte del concejo de Abornicano, que está situado en el municipio de Urcabustaiz, en la provincia de Álava, País Vasco (España).

## Historia
Se desconoce cuándo se despobló pasando a formar parte de Abornicano.